# 쿠도아 티르시테스
쿠도아 티르시테스(학명: Kudoa thyrsites)는 해수어에 기생하는 기생성 점액포자충이다. 전세계적으로 분포하고 있으며 넓은 범위의 숙주에 기생한다. 감염어의 사후 근육 조직을 융해시켜 상품가치를 떨어뜨리고 어업이나 양식업에 있어서 경제적으로 큰 피해를 야기한다. 인간에게 감염되지 않는다.

## 특징
쿠도아 티르시테스의 포자는 4개의 극낭을 가지고 있는 방사상 모양을 띈다. 방선포자 단계에서 감염되면 포자원형질이 감염어의 근육 조직의 섬유상 세포로 침투하여 유사시스트를 형성한다. 형성된 유사시스트는 포자 단계로 발달한다.
쿠도아속의 18S rDNA 염기서열을 다른 점액포자충류에 속한 종들과 비교 분석했을 때 쿠도아속의 종들은 믹시디움(Myxidium sp.), 믹소볼루스(Myxobolus sp.), 헤네구야 츠쇼케이 등의 다른 점액포자충류들과 확연한 차이를 보인다. 쿠도아 시르시테스는 광범위한 숙주 특이성을 가지고 있어 많은 어종에 감염될 수 있다.
쿠도아 티르시테스에 감염된 대서양고등어에 대한 연구에서는 쿠도아 티르시테스가 숙주의 근육 조직에 불균일하게 분포되어 있으며 복부 부근이 가장 감염이 심한 것으로 밝혀졌다.

## 생활사
쿠도아 티르시테스의 생활사에 대해서는 연구된 바가 거의 없다. 일반적으로 점액포자충류는 하나 이상의 숙주를 가지며 복잡한 생활사를 이루고 있으며 숙주들로는 어류나 빈모류, 다모류, 태형동물이 있다. 해수에 사는 무척추동물이 중간숙주로써 쿠도아 티르시테스의 생활사에 간접적으로 관여한다는 가설이 제기된 바 있다. 한 연구에서는 어류에 쿠도아 티르시테스를 먹이로 줬을 때 직접적인 감염이 일어나지 않는 것을 확인했다.

## 병리
쿠도아속의 종들은 주로 해수어류의 근육 조직에 기생하여 수많은 포자를 가진 결절 또는 유사시스트를 형성한다. 경미한 감염에서는 어류의 면역 체계에 의해 이러한 유사시스트들이 근섬유에서 분리된다. 중증 감염에서는 감염어의 근섬유를 둘러싸고 심각한 염증 반응을 일으킨다. 중증 감염을 제외하면 감염어가 살아있을 때 증상이 나타나지 않으나 모든 정도의 감염에서 감염어의 사후에 근육 조직의 융해(근액화(영어: myoliquefaction))를 일으킨다. 근액화는 쿠도아 티르시테스의 감염 정도에 따라 정도에 차이가 있다는 상관 관계가 관찰된 바 있다. 근액화는 쿠도아충에서 분비되는 단백질분해효소 때문일 가능성이 높은 것으로 알려져 있다. 상업적 측면에서 근액화는 직접적으로 상품의 가치를 하락시키거나 간접적으로 소비자들로 하여금 특정 지역의 수산물이 품질이 낮다는 인식을 가지게 하는 등 해상 가두리를 이용한 수산양식이나 어업에서 경제적 손실을 야기한다.

## 예방 및 치료
쿠도아 티르시테스의 알려진 예방 및 치료 대책은 없다. 수산양식에서 어류를 수확한 뒤 급속으로 냉동 및 가공을 하는 방법으로 근액화를 대처하는 방안이 제시된 바 있다.